# Ecnomiohyla miliaria
Ecnomiohyla miliaria es una especie de anfibios de la familia Hylidae.
Habita en el oeste de Honduras, Costa Rica, Nicaragua y el oeste de Panamá.
Sus hábitats naturales incluyen bosques tropicales o subtropicales secos y a baja altitud y montanos secos. Está amenazada de extinción por la destrucción de su hábitat natural.
La rana adulta puede crecer a 10.1 cm de largo.  Es marrón, amarillo y verde en color.